# João Pedro Neves Filipe
João Pedro Neves Filipe (Lisboa, 30 de marzo de 1999), más conocido como Jota o João Filipe, es un futbolista portugués que juega en la posición de delantero en el Celtic F. C. de la Scottish Premiership.

## Trayectoria
Natural de Lisboa, es un centrocampista formado en la cantera del S. L. Benfica, donde jugó desde el inicio de su trayectoria y donde fue subiendo escalones hasta llegar al primer equipo, con quien disputó partidos de Liga, Copa, Supercopa, Liga de Campeones y Liga Europa. 
El 18 de octubre de 2018 debutó con el primer equipo en una victoria por 3-0 sobre el Sertanense en la tercera ronda de la Copa de Portugal. 
El 1 de febrero de 2019 fue ascendido al primer equipo del Benfica, junto con otros tres jugadores del S. L. Benfica B. Tras su debut en la Primeira Liga en la victoria por 4-0 en casa sobre el Chaves el 24 de febrero, debutó en Europa el 14 de marzo en una victoria sobre el G. N. K. Dinamo Zagreb en el partido de vuelta de los octavos de final de la Liga Europa de la UEFA.
La temporada 2019-20 se asentó en el primer equipo del Benfica con el que participó en 28 encuentros entre todas las competiciones y marcó dos goles, ambos en la Copa de la Liga.
El 4 de octubre de 2020 firmó con el Real Valladolid C. F. de la Primera División de España por una temporada en calidad de cedido. Debutó el 22 de noviembre ante el Granada C. F. en un encuentro en el que marcaría en los últimos instantes el definitivo 1-3 que aseguraba el triunfo para su equipo. El curso siguiente se fue, también a préstamo, al Celtic F. C.
En su primer año en Escocia logró 13 goles en los 40 partidos que jugó, ayudando al equipo a ganar la Scottish Premiership. Una vez este terminó se acabó quedando y firmó por cinco temporadas. Consiguió ganar otro título de liga y ambas copas nacionales en la primera de estas, que acabó siendo la única en la que permaneció en el club ya que el 3 de julio de 2023 se anunció su marcha al Al-Ittihad de Arabia Saudita. Allí estuvo una única campaña, en la que se perdió varios encuentros por la restricción de jugadores extranjeros en la liga saudí, y a finales de agosto de 2024 fichó por el Stade Rennes F. C. En Francia estuvo menos tiempo, ya que el siguiente mes de enero regresó al Celtic F. C. y firmó un contrato de cinco años y medio.

## Selección nacional
Es internacional con la selección de fútbol de Portugal sub-15, sub-16, sub-17, sub-19, sub-20 y sub-21 con la que jugó 9 partidos y anotó dos goles. 

## Estadísticas

### Clubes
Actualizado hasta su último partido disputado el 26 de abril de 2025.
| Club                           | Div.          | Temporada     | Liga  | Liga  | Liga   | Copas nacionales | Copas nacionales | Copas nacionales | Torneos internacionales | Torneos internacionales | Torneos internacionales | Total | Total | Total  |
| Club                           | Div.          | Temporada     | Part. | Goles | Asist. | Part.            | Goles            | Asist.           | Part.                   | Goles                   | Asist.                  | Part. | Goles | Asist. |
| ------------------------------ | ------------- | ------------- | ----- | ----- | ------ | ---------------- | ---------------- | ---------------- | ----------------------- | ----------------------- | ----------------------- | ----- | ----- | ------ |
| S. L. Benfica "B" Portugal     | 2.ª           | 2016-17       | 14    | 1     | 0      | —                | —                | —                | —                       | —                       | —                       | 14    | 1     | 0      |
| S. L. Benfica "B" Portugal     | 2.ª           | 2017-18       | 13    | 0     | 0      | —                | —                | —                | —                       | —                       | —                       | 13    | 0     | 0      |
| S. L. Benfica "B" Portugal     | 2.ª           | 2018-19       | 20    | 8     | 8      | —                | —                | —                | —                       | —                       | —                       | 20    | 8     | 8      |
| S. L. Benfica "B" Portugal     | Total club    | Total club    | 47    | 9     | 8      | 0                | 0                | 0                | 0                       | 0                       | 0                       | 47    | 9     | 8      |
| S. L. Benfica Portugal         | 1.ª           | 2018-19       | 4     | 0     | 0      | 1                | 0                | 0                | 1                       | 0                       | 0                       | 6     | 0     | 0      |
| S. L. Benfica Portugal         | 1.ª           | 2019-20       | 19    | 0     | 2      | 6                | 2                | 1                | 3                       | 0                       | 0                       | 28    | 2     | 3      |
| S. L. Benfica Portugal         | Total club    | Total club    | 23    | 0     | 2      | 7                | 2                | 1                | 4                       | 0                       | 0                       | 34    | 2     | 3      |
| Real Valladolid C. F. · España | 1.ª           | 2020-21       | 17    | 1     | 0      | 1                | 1                | 0                | —                       | —                       | —                       | 18    | 2     | 0      |
| Real Valladolid C. F. · España | Total club    | Total club    | 17    | 1     | 0      | 1                | 1                | 0                | 0                       | 0                       | 0                       | 18    | 2     | 0      |
| Celtic F. C. Escocia           | 1.ª           | 2021-22       | 29    | 10    | 11     | 5                | 1                | 1                | 6                       | 2                       | 2                       | 40    | 13    | 14     |
| Celtic F. C. Escocia           | 1.ª           | 2022-23       | 33    | 11    | 11     | 6                | 2                | 1                | 4                       | 2                       | 0                       | 43    | 15    | 12     |
| Al-Ittihad Arabia Saudita      | 1.ª           | 2023-24       | 16    | 4     | 1      | 3                | 0                | 0                | 6                       | 1                       | 0                       | 25    | 5     | 1      |
| Al-Ittihad Arabia Saudita      | Total club    | Total club    | 16    | 4     | 1      | 3                | 0                | 0                | 6                       | 1                       | 0                       | 25    | 5     | 1      |
| Stade Rennes F. C. Francia     | 1.ª           | 2024-25       | 9     | 1     | 0      | 1                | 0                | 1                | —                       | —                       | —                       | 10    | 1     | 1      |
| Stade Rennes F. C. Francia     | Total club    | Total club    | 9     | 1     | 0      | 1                | 0                | 1                | 0                       | 0                       | 0                       | 10    | 1     | 1      |
| Celtic F. C. Escocia           | 1.ª           | 2024-25       | 11    | 4     | 2      | 3                | 1                | 0                | 2                       | 0                       | 0                       | 16    | 5     | 2      |
| Celtic F. C. Escocia           | Total club    | Total club    | 73    | 25    | 24     | 14               | 4                | 2                | 12                      | 4                       | 2                       | 99    | 33    | 28     |
| Total carrera                  | Total carrera | Total carrera | 185   | 40    | 35     | 26               | 7                | 4                | 22                      | 5                       | 2                       | 233   | 52    | 41     |
| 1. 2. 3.                       |               |               |       |       |        |                  |                  |                  |                         |                         |                         |       |       |        |

## Palmarés

### Títulos nacionales
| Título                     | Club          | País     | Año  |
| -------------------------- | ------------- | -------- | ---- |
| Primeira Liga              | S. L. Benfica | Portugal | 2019 |
| Supercopa de Portugal      | S. L. Benfica | Portugal | 2019 |
| Copa de la Liga de Escocia | Celtic F. C.  | Escocia  | 2022 |
| Scottish Premiership       | Celtic F. C.  | Escocia  | 2022 |
| Copa de la Liga de Escocia | Celtic F. C.  | Escocia  | 2023 |
| Scottish Premiership       | Celtic F. C.  | Escocia  | 2023 |
| Copa de Escocia            | Celtic F. C.  | Escocia  | 2023 |
| Scottish Premiership       | Celtic F. C.  | Escocia  | 2025 |

### Títulos internacionales
| Título         | Club (*)        | País       | Año  |
| -------------- | --------------- | ---------- | ---- |
| Europeo sub-17 | Portugal sub-17 | Azerbaiyán | 2016 |
| Europeo sub-19 | Portugal sub-19 | Finlandia  | 2018 |

(*) Incluyendo la selección.